# カイルXY
『カイルXY』（Kyle XY）は、アメリカ合衆国のABCファミリー（現：フリーフォーム）で2006年6月26日から2009年3月16日まで放送されていたテレビドラマである。

## 概要
このテレビドラマは、ABCファミリーで2006年6月26日から10話分放送された後、シーズン2全23話が2007年6月11日から放送され、この番組を放送したことがあったABCでも2007年6月15日から再放送が開始された 。
シーズン2第13話『信頼への第一歩』（題:Leap of Faith）が 2007年9月3日（月曜日）に放送されたしばらくした後、2008年1月14日から残りの10話が放送された。
ドイツでは2007年12月8日から放送開始され、イギリスでは2007年9月3日（月曜日）からシーズン2放送が始まり、フランスのM6では、4月5日からシーズン1放送が行われた。
2007年10月5日には、ABCファミリーがシーズン3向けに10話分制作するという形のリニューアルを行い、その話が2009年1月12日から放送されることをTV Guideが報告した。
2009年1月31日、ABCファミリーはKyle XYのシーズン4の放送をしないことを発表した。
シリーズフィナーレは2009年3月16日（月曜日）にABCファミリーで放送された。脚本家Julie Plecはこのエピソードの後も、もっと話を書きたかったと話した。

なお、日本ではサイファイチャンネルで放送されており、NHK教育テレビでもDVDと同一の吹替え版で2010年10月2日より、毎週土曜日23時から放送。
なお、撮影はカナダのブリティッシュコロンビア州バンクーバーで行われた。

## あらすじ
少年カイルはワシントン州シアトル郊外の森で記憶を失った状態で目覚めた。彼は自らのアイデンティティを探し、なぜ自分に幼少時の記憶がないのかをも探す。
トレガー家の妻ニコールの配慮によってトレガー家と一緒に暮らすこととなる。当初は家族との接し方が上手くいかずに歓迎されないが、話が進むにつれて打ち解けていき家族の一員となる。
シーズンを通じて前半は、家族やアマンダ、デクラン等の友人との交流の中で失敗をしながらも、カイルが徐々に人間性を身に着けていく光景をユーモアを交えて描いている。
シーズン中盤には、カイルの誕生における秘密、カイルと酷似した特徴を持つ女性ジェシーとの交流を中心に描かれており、シーズン前半に散りばめられた謎を解明していく展開となっている。
シーズン終盤は、カイル・ジェシーを生み出した組織との戦いが中心になっている。ただし、打ち切りとなってしまったため、シーズン最終話においても全ての謎が解明されることもなく、加えて新たな謎を残して終わってしまう。
（日本版DVDシーズン4第5巻に付録特典映像が付いており、製作者サイドが考えていた次シーズンの内容や、カイルの未来が語られている。）

## 登場人物

### トレガー一家
カイル
演 - マット・ダラス、日本語吹替 - 川田紳司
本作の主人公。全裸で森の中で倒れていた若者。目を覚ます前の記憶をなくし名前も何者かも分からず、全裸のまま起き上がると街に出て歩いていた所を警察に捕まるが、言葉を話せず（相手の言っていることの意味が分からないままマネをしていた）周りが手をこまねいていた。そこで呼ばれた心理学者のニコールにより「カイル」としてトレガー家で「家族」として暮らし始め少しずつ心を開き、トレガー家や友人たちと過ごすことで色々なことを学び、成長していく。
カイルはある理由によりへそがなく、発見された当初は記憶はおろか一般的な知識もなかったが、驚異的な記憶力により10冊以上ある分厚い百科事典を数時間で読破し、覚えてしまった。また、肉体も非常に優れており数分で泳ぎをマスターしたり、家の屋根から飛び降りてもケガすることなく着地できる。
隣に住んでいるアマンダのことが気にかかっている。サワーパッチという甘酸っぱいお菓子が好きである。
スティーヴン・トレガー
演 - ブルース・トーマス、日本語吹替 - 堀内賢雄
トレガー家の大黒柱で、IT企業に勤めていたが、その後会社が買収されたことにより他の社員たちと共に解雇されてしまう。しばらく失業していたが、マダコープ社に再就職する。
ニコール・トレガー
演 - マルグリット・マッキンタイア、日本語吹替 - 深見梨加
スティーヴンの妻で、心理学者。カイルと暮らす内に実の子のように愛情を持って接するが、しばらくの間カイルが家を離れて暮らすことになった時は、ショックのあまり「今は、他人をカウンセリングする自信がない」と仕事を一時休止する。その後、カイルが帰ってきて元気を取り戻し、その後エミリーを介してジェシーのカウンセリングをすることになる。
ジョッシュ・トレガー
演 - ジャン＝リュック・ビロドー、日本語吹替 - 成瀬誠
トレガー家の長男。真面目に勉強するのは好きじゃないが、成績自体は悪くない。SFや宇宙人などに興味を持ち、カイルがトレガー家に来た時から何かと「カイルはきっと宇宙人なんだ」やカイルに「不思議な力で〇〇してみて」と言ったりする（本人に悪気はないことは分かっているためカイル自身も別に気にとめてない）。また、余計な一言を言ってしまい家族から注意されることもあるが家族関係はいたって良好。
ローリー・トレガー
演 - エイプリル・マットソン、日本語吹替 - 白石涼子
ジョッシュの姉。デクランと付き合っているがお互い好きなのにいまいち素直になれずにゴタゴタすることがしばしば。友達のヒラリーとは当初彼女の言動により一時仲違いしてしまうが、程なく和解。あることがきっかけでギターの弾き語りするようになり、人前で披露した。

### カイルの関係者
アマンダ・ブルーム
演 - キルステン・プラウト、日本語吹替 - 佐藤利奈
カイルが心を寄せる少女。シーズン前半は大人しく優等生キャラクターだが、シーズンを追うごとにカイルやローリー、ジェシーとの交流や、母親への反発を通じて活発な少女になっていく。
カイルとは後に恋人となるが、アマンダを救うためにカイルが試みた出来事をきっかけにカイルと別れることになってしまう。カイルへの想いを断ち切れない中、ネイトと良い関係になるが、実はネイトがカイルの誕生の秘密を探っていること・ネイトの本性に気づき、カイルへの想いを確かなものとする。最終話でジェシーにカイルとやり直したい気持ちを伝えると宣言する。
なお、打ち切られなければカイルと再び付合うストーリーが用意されていたが、最終的にはカイルは1人で世界へ旅立つため、結局は別れることになる。（シーズン4第5巻「カイルの未来」より）
トム・フォス
演 - ニコラス・リー、日本語吹替 - 東地宏樹
カイルの家庭教師だが、実はジジックスを破壊した張本人。当初は、警備員を装ってトレガー家にいるカイルを盗聴・隠し撮りで監視していたが、彼の謎を知る人物だった。カイルにはトレガー家や友人たちに命の危険が及ぶからと秘密裏に動いていることを口止めしたり、彼の超能力を伸ばすために訓練させる。
アダム・ベイリン
演 - J.エディ・ペック、日本語吹替 - 宮本充
カイルを創造した科学者であり、遺伝子上の父親。シーズン2で、自分の隠し金庫に関する情報を指輪におさめた上で、カイルに託した。
マイケル・キャシディ
演 - ハル・オズサン、日本語吹替 -
シーズン3に登場。ラトノックのスポークスマン的存在。実はカイルの遺伝子上の兄にあたる人物。

### ローリーの関係者
デクラン・マクドナ
演 - クリス・オリヴェロ、日本語吹替 - 保村真
ローリーの恋人。カイルと過ごすうちにカイルがトレガー家にも言えない秘密を抱えていることを知り協力するが、カイルからは「何もない」「話せない」などと打ち明けてもらえない。
シリーズが進むうち、ローリーとはくっついたり離れたりを繰り返し、女性に対しては軽薄なところも見られるが、カイルとの友情は本物。
ヒラリー
演 - シャーラン・シモンズ、日本語吹替 - 比嘉久美子
ローリーの友人。ローリーがデクランと付き合っているのにまだ一度もエッチを経験したことがないと知ったヒラリーの余計なお世話のせいで、ローリーとデクランは勢いでエッチしてしまい、結果的にヒラリーのせいで意図せず初めてのエッチをしてしまったことに怒ったローリーと一時仲が悪くなった。数日後に仲直りする。アマンダと付き合っているチャーリーと浮気してしまうが、後にアマンダに事実を告白する。
マーク
演 - ジョシュ・ザッカーマン、日本語吹替 -
シーズン2より登場。ユーダブの優秀な学生でスティーヴンの助手を務める。巷で有名なDJでもあり、そのことをきっかけにローリーと付き合うことに。実はラトノックに参加している。

### ジョッシュの関係者
アンディ・ジェンセン
演 - マグダ・アパノヴィッチ、日本語吹替 - 石松千恵美
シーズン2より登場。
G・フォースというオンラインゲームをきっかけに、ジョッシュ・トレガーの恋人になる。シーズン中盤にてガンに侵されていることが発覚するが、カイルが能力を使った上でハグをしたことで完治する。
シーズン終盤にて母親の仕事の都合で引越しをすることとなり、ジョッシュとは別れることになってしまうが、デクランの計らいにより、PC画面をつうじてジョッシュと会話することができる。（カーナビにビデオカメラを接続しハッキングしたらしい）

### ジェシーとその関係者
ジェシー・テイラー
演 - ジェイミー・アレクサンダー、日本語吹替 - 小松由佳
シーズン2より登場。ジジックスで作られた生命体でジジックスがトムにより破壊された時に生命維持装置から出てきたが、近くの森を全裸で歩いていた所キャンプに来ていた中年男性に襲われそうになり怪力により死に至らしめた。生まれたての赤ん坊のような状態だったのをマダコープ社によって人工的に記憶（エミリーの妹ということになっている）や知識をインプットし、生まれた後に殺人を犯した記憶などを消され、一般的な女の子としてカイルに近づいていく。その後にJessi XX というジジックスの関係者だったことが判明する。
カイルに対しては同じような存在として親しみを感じる一方で、ライバルとしての対抗心を燃やし、後に特別な感情を抱き、懸命に尽くすようになる。
ブライアン・テイラー
演 - マーティン・カミンズ、日本語吹替 -
シーズン2より登場。アダムの学生の頃からの友人で、協力者だったが、後に裏切りが発覚する。ジェシーの創造計画を実行した人物。
サラ
演 - アリー・シーディ、日本語吹替 -
シーズン2より登場。ジェシーの遺伝子上の母親（父親はテイラー）。アダムと同じ天才だが、人付き合いを嫌う。

### マダコープ社
エミリー・ホランダー
演 - リーア・ケアンズ、日本語吹替 - 加藤優子
シーズン2より登場。ニコールたちには、"ジェシーの姉"ということになっているが、それはジェシーをカイルに近づけるためにマダコープ社の上司に頼まれてのこと。そのためジェシーの見張り役で、"姉"として一緒に暮らしているが、実際には幼い娘と祖母がいて時々帰っている模様。
ジュリアン・バランダイン
演 - コンラッド・コーツ、日本語吹替 - 大塚芳忠
シーズン2より登場。マダコープ社社長。

### ジジックス
ウィリアム・カーン教授
演 - ビル・ダウ、日本語吹替 -
シーズン1のみ登場。記憶を失ったカイルの見た最初の光景に描かれていた。後に白骨死体となって発見される。アダムの恩師でもあるが、実はジジックスの研究者でもあった。

### その他
チャーリー・タナー
演 - コリー・モンティス、日本語吹替 -
アマンダのボーイフレンドだが、アマンダのいないところで他の女の子を誘惑する。年1回ある学校の投票で「一番尻軽は」に選ばれ、アマンダを含めみんなに浮気者であることが知れ渡った。
シーズン1に登場。
キャロル・ブルーム
演 - テリル・ロセリー、日本語吹替 -
アマンダの母親。アマンダに対しては過保護で厳しい。当初はトレガー一家をよく思っていなかったが、ストーリーが進むにつれ、多少改善された。
ジェイソン・ブリーン刑事
演 - カート・マックス・ランテ、日本語吹替 -
レベッカ・サッチャー
演 - サラ＝ジェーン・レッドモンド、日本語吹替 -
サイラス・レイノルズ
演 - アンドリュー・ジャクソン、日本語吹替 -
ジュリア・ピーターソン
演 - キャリー・ゲンゼル、日本語吹替 -
シーズン1に登場。
ネイト
演 - ジェシー・ハッチ、日本語吹替 -
シーズン3に登場。ラトノックに所属する学生の中では最も優秀な存在だったが、その立場をカイルにとって代わられ、様々な嫌がらせを仕掛ける。

## スタッフ
- 製作総指揮 - クリス・ベンダー、J・C・スピンク
- 脚本 - エリック・ブレス
- 企画 - エリック・ブレス、J・マッキー・グルーバー

## エピソードリスト
- シーズン2（全23話）は日本では、シーズン2（全13話）、シーズン3（全10話）として放送された。
- シーズン3（全10話）は日本では、シーズン4（全10話）として放送された。
- 「エピソードリスト」のシーズンは日本版で表記する。

### シーズン1
| 各話 | 邦題             | 原題                 | 放送日        |
| ---- | ---------------- | -------------------- | ------------- |
| 1    | カイルの誕生     | Pilot                | 2006年6月26日 |
| 2    | 眠れない夜       | Sleepless in Seattle | 2006年7月3日  |
| 3    | 真実と嘘         | The Lies That Bind   | 2006年7月10日 |
| 4    | カイルの初恋     | Diving In            | 2006年7月17日 |
| 5    | 友達の存在       | This Is Not a Test   | 2006年7月24日 |
| 6    | 記憶の糸         | Blame It on the Rain | 2006年7月31日 |
| 7    | ゲームに挑戦     | Kyle Got Game        | 2006年8月7日  |
| 8    | 手掛かりを求めて | Memory Serves        | 2006年8月14日 |
| 9    | 秘められた能力   | Overheard            | 2006年8月21日 |
| 10   | 別れの時         | Endgame              | 2006年8月28日 |

### シーズン2
| 各話    | 邦題               | 原題                              | 放送日        |
| ------- | ------------------ | --------------------------------- | ------------- |
| 1 (11)  | 出生の秘密         | The Prophet                       | 2007年6月11日 |
| 2 (12)  | 我が家へ           | The Homecoming                    | 2007年6月18日 |
| 3 (13)  | 選ばれし者         | The List Is Life                  | 2007年6月25日 |
| 4 (14)  | 心のバランス       | Balancing Act                     | 2007年7月2日  |
| 5 (15)  | 新たな一歩         | Come To Your Sences               | 2007年7月9日  |
| 6 (16)  | 現実化したビジョン | Does Kyle Dream of Electric Fish? | 2007年7月16日 |
| 7 (17)  | 自由を求めて       | Free To Be You and Me             | 2007年7月23日 |
| 8 (18)  | 心の周波数         | What's the Frequency, Kyle?       | 2007年7月30日 |
| 9 (19)  | 空白の16年         | The Ghost in the Machine          | 2007年8月6日  |
| 10 (20) | 疑いの果てに       | House of Cards?                   | 2007年8月13日 |
| 11 (21) | よみがえった過去   | Hands on a Hybrid                 | 2007年8月20日 |
| 12 (22) | 心の壁             | Lockdown?                         | 2007年8月27日 |
| 13 (23) | 信頼への第一歩     | Leap of Faith                     | 2007年9月3日  |

### シーズン3
| 各話    | 邦題             | 原題                                        | 放送日        |
| ------- | ---------------- | ------------------------------------------- | ------------- |
| 1 (24)  | 反撃開始         | To C.I.R., With Love                        | 2008年1月14日 |
| 2 (25)  | 輝ける未来       | The Future's So Bright, I Gotta Wear Shades | 2008年1月21日 |
| 3 (26)  | 大いなる期待     | Great Expectations                          | 2008年1月28日 |
| 4 (27)  | 予期せぬ訪問者   | Grounded                                    | 2008年2月4日  |
| 5 (28)  | 女たちの戦い     | Between The Rack And A Hard Place           | 2008年2月11日 |
| 6 (29)  | 傷つき、そして…  | The First Cut Is The Deepest                | 2008年2月18日 |
| 7 (30)  | カイルの異変     | Primary Colors                              | 2008年2月25日 |
| 8 (31)  | 知られざる真実   | Grey Matters                                | 2008年3月3日  |
| 9 (32)  | 私はサラ         | Hello...                                    | 2008年3月10日 |
| 10 (33) | 愛する者のために | I've Had The Time Of My Life                | 2008年3月17日 |

### シーズン4（ファイナル）
| 各話    | 邦題                 | 原題                         | 放送日        |
| ------- | -------------------- | ---------------------------- | ------------- |
| 1 (34)  | 動き始めた運命       | It Happened One Night        | 2009年1月12日 |
| 2 (35)  | 占い師の予言         | Psychic Friend               | 2009年1月19日 |
| 3 (36)  | 衝撃のキス           | Electric Kiss                | 2009年1月26日 |
| 4 (37)  | 男たちの絆           | In The Company Of Men        | 2009年2月2日  |
| 5 (38)  | 2つの命              | Life Support                 | 2009年2月9日  |
| 6 (39)  | ラトノックへようこそ | Welcome To Latnok            | 2009年2月16日 |
| 7 (40)  | ケミストリー101      | Chemistry 101                | 2009年2月23日 |
| 8 (41)  | サラの行方           | The Tell-Tale Heart          | 2009年3月2日  |
| 9 (42)  | 明かされた真実       | Guess Who's Coming To Dinner | 2009年3月9日  |
| 10 (43) | 組織を打倒せよ！     | Bringing Down The House      | 2009年3月16日 |